# Shogun Assassin
Shogun Assassin es una pel·lícula jidaigeki de 1980 dirigida per Robert Houston protagonitzada per Tomisaburo Wakayama i Akihiro Tomikawa. . La cinta va ser creada utilitzant escenes de dues pel·lícules japoneses del 1972, Kozure Ōkami: Kowokashi udekashi tsukamatsuru i Kozure Ōkami: Sanzu no kawa no ubaguruma, dirigides per Kenji Misumi. Ambdues formen part d'una saga cinematogràfica basada en el manga Kozure Ōkami (El llop solitari i el seu cadell). Shogun Assassin va ser creada per a ser comercialitzada en el mercat anglosaxó, específicament al Regne Unit i Estats Units.

## Trama
La pel·lícula és narrada per Daigoro, un nen que viatja al costat del seu pare Ogami Ittō al llarg del Japó. Ittō era un samurai i botxí que treballava per al shogunat, on era respectat a causa de les seves habilitats. No obstant això, el shōgun es va tornar paranoic producte de la senilitat i va ordenar el seu assassinat. Els homes del shōgun no van poder matar a Ittō, qui en veure com la seva esposa era assassinada, va jurar venjar-se del shōgun. El samurai li va donar a Daigoro la possibilitat de viatjar al costat d'ell en la seva cerca de la venjança o morir i estar al costat de la seva mare. El nen, que tenia un parell d'anys d'edat, va optar per acompanyar al seu pare.
En el camí s'enfronten a diversos enemics, inclosos dos fills del shōgun, qui són vençuts per Ittō. Altres enemics als qui s'enfronta són un clan de dones ninja, que l'embosquen durant el seu camí. El samurai utilitza el cotxe del seu fill per a amagar armes, i aconsegueix derrotar-les. Daigoro porta el compte dels enemics que ha matat el seu pare, per saber per quantes ànimes ha de resar. El número ascendeix a més de 300 enemics.
Durant el seu viatge, Ittō accepta a més treballs com sicari, rebent diners a canvi de matar a determinades persones. El shōgun encarrega a tres dels seus homes, anomenats "mestres de la mort", que cuidin al seu germà Kiru. Ittō és encarregat per matar a Kiru abans que creui la frontera. Després d'escapar d'un naufragi, el samurai els segueix fins a unes dunes, on s'enfronta a ells. Ittō aconsegueix derrotar els mestres de la mort i mata al germà del shōgun.

## Repartiment
- Tomisaburo Wakayama... Ogami Ittō
- Akihiro Tomikawa... Ogami Daigoro
- Kayo Matsuo... Ninja suprema
- Minoru Oki... Mestre de la mort
- Akiji Kobayashi... Mestre de la mort
- Shin Kishida... Mestre de la mort

## Producció
Shogun Assassin va ser creada combinant dues pel·lícules japoneses de 1972, Kozure Ōkami: Kowokashi udekashi tsukamatsuru i Kozure Ōkami: Sanzu no kawa no ubaguruma. Ambdues formen part d'una saga cinematogràfica basada en el manga Kozure Ōkami. El film, produït per Robert Houston i David Weisman, va ser comercialitzat en el mercat anglosaxó, per la qual cosa els diàlegs van ser doblats a l'anglès. A més, es van simplificar alguns elements de la trama de les cintes originals.
Weisman i Houston van contractar a sordmuts perquè llegissin els llavis dels actors japonesos, amb l'objectiu que els diàlegs en anglès estiguessin coordinats amb les boques dels actors. Alguns dels actors que van contribuir amb les seves veus en la pel·lícula van ser Sandra Bernhard, Marshall Efron, Sam Weisman i Lamont Johnson. La veu de Daigoro va ser feta per Gibran Evans, fill de Jim Evans, il·lustrador a càrrec del afiche de la pel·lícula. A diferència de les pel·lícules japoneses, Shogun Assassin compta amb un narrador, interpretat per Gibran Evans en el rol de Daigoro.

## Estrena
Shogun Assassin es va estrenar als cinemes als Estats Units l'11 de novembre de 1980 per New World Pictures de Roger Corman al circuit de pel·lícules grindhouse als Estats Units, i després com a casset de vídeo de MCA/Universal Home Video. Quan es va publicar al Regne Unit pel segell de cintes de vídeo Vipco el 1983, la violència extrema de Shogun Assassin gairebé va provocar que fos prohibida al Regne Unit per l'Home Office. Vipco va reproduir això per fer-ne publicitat a la portada del seu llançament de 2000 en DVD, que portava el segell "Prohibit des de 1983!" El cartell i el tractament del títol van ser creats per l'artista Jim Evans. El fill de Jim, Gibran Evans, va expressar la narració com a Daigorō. El 2006 va ser restaurada i reeditada en DVD als Estats Units per AnimEigo.

## Recepció
A partir de ressenyes contemporànies, Vincent Canby de The New York Times, va escriure Shogun Assassin "és com una curiosa barreja de Què passa, Lliri Tigrat?" i que fora de "la narració del nen petit, la pel·lícula no és gaire divertida un cop tens la imatge, que és la d'un samurai proscrit que vaga per tot el Japó, empenyent un cotxet antic que conté el seu fill petit i notablement observador." John Pym (Monthly Film Bulletin) va trobar que "l'impuls de la intenció del director original sembla haver-se capgirat d'alguna manera en tenir el història relacionada des del punt de vista de l'incomprensible Daigorō", la narració del qual va comparar amb la de Linda Manz a Days of Heaven. "El que evidentment ha animat aquesta versió americana és l'embalatge d'un ampli vessament de sang amb el mínim d'explicació. Per tant, mai sabem realment per què la dona del samurai és assassinada; i escenes com aquella en què el cap obliga el seu fill a prendre una fatídica elecció entre una espasa i una bonica bola de ràfia no serveixen per res." La ressenya va concloure que "el joc d'espases és d'un ordre alt, no explotador, i els elements narratius que queden, el foc del vaixell, per exemple, es manegen amb un vigor admirable".
A partir de ressenyes retrospectives, Stuart Galbraith IV de DVD Talk va dir: "Una reelaboració radical de no una sinó dues pel·lícules japoneses combinades en una única extravagància plena d'acció, Shogun Assassin va sorprendre el públic amb aquesta mena de combinació de somni, acció poètica i olla a pressió sagnant." Tim Lucas (Sight & Sound) va descriure la versió de Houston com una "reinterpretació enginyosa i profundament imaginada que també resulta ser un exemple conspicu d'una estimada experiència de Grindhouse que de fet va ser reescrita, [regravada] (per Mark Lindsay de Paul Revere and the Raiders) i destripada a la sala de tall"

## En la cultura popular
Els fragments de diàlegs de la pel·lícula s'han mostrejat en música hip-hop, amb mostres de la pel·lícula destacades en diverses cançons de l'àlbum de 1995 Liquid Swords de GZA. El diàleg de la pel·lícula també es va mostrejar a la cançó "Agent Orange" pel raper Cage al seu àlbum de debut Movies for the Blind (2002). En la pel·lícula de 2004 Kill Bill: Volum 2, Beatrix Kiddo i la seva filla de quatre anys veuen la pel·lícula com un conte per anar a dormir